# La risata
La risata è un singolo del cantante italiano Berardo Cantalamessa, che qui appare come Singor Cantalamessa, realizzato con Olimpia d'Avigny e pubblicato nel 1902.

## Descrizione
La title track è stata scritta dallo stesso Berardo Cantalamessa. Il disco costituisce la prima edizione fonografica assoluta in Italia (sia a 78 giri che in generale) ed è stata pubblicata dalla casa discografica milanese Disco Zonofono con numero di catalogo  X-459.
L'idea della canzone venne a Cantalemessa nel 1895, ascoltando per caso un'incisione su cilindro fonografico di The Laughing Song, cantata da George W. Johnson, un cantante afroamericano e così decise di incidere la canzone su un disco. La canzone è stata reinterpretata da Aurelio Fierro, da suo figlio Flavio a MilleVoci 2008 in onda su Tele A, fu cantata in italiano da Luigi Prestini e da Nicola Maldacea.
Nel disco fonografico originale, così come avveniva abitualmente sui cilindri Edison, una voce introduce alla canzone.

## Testo
Io tengo, 'a che só' nato,

nu vizio gruosso assaje...

nun ll'aggio perzo maje...

va' trova lu ppecché!

Mm'è sempe piaciuto

di stare in allegria

io, la malinconia,

nun saccio che rrobb'è!
De tutto rido…e che nce pòzzo fá!?

Ah – ah – ah – ah…..

Nun mme ne ‘mporta si stóngo a sbaglià...

Ah – ah – ah – ah....
Io rido si uno chiagne,

si stóngo disperato,

si nun aggio magnato,

rido senza penzá...

Mme pare che redenno,

ogne turmiento passa...

nce se recréa e spassa...

cchiù allero se pò stá...
Sarrá difetto gruosso chistu ccá...

Ah – ah – ah – ah...

Ma ‘o tengo e nun mm”o pòzzo cchiù levá...

Ah – ah – ah – ah...
Lu nonno mio diceva

ca tutte li ffacenne

faceva isso redenno...

E accussí i' voglio fá...

Chist'è ‘o difetto mio,

vuje giá mo lu ssapite...

‘nzieme cu me redite

ca bene ve farrá!
Redite e ghiammo ja':

Ah – ah – ah – ah

Ca bene ve farrá:

Ah – ah – ah – ah

Ah – ah – ah – ah

### Traduzione
Ho, da quando sono nato,

un vizio molto grande.

non l'ho perso mai,

vai a trovare il perché.

Mi è sempre piaciuto

di stare in allegria.

Io, la malinconia,

non so che cos'è.
Di tutto rido, e che ci posso fare?

Ah - ah - ah - ah.

Non m'importa se sto sbagliando.

Ah - ah - ah - ah.
Io rido se uno piange,

se sono disperato,

se non ho mangiato,

rido senza pensare.

Mi sembra che ridendo,

ogni tormento passi.

Ci si rallegra e diverte,

più allegro si può stare.
Sarà un difetto grosso questo qua.

Ah - ah - ah - ah.

Ma ce l'ho e non me lo posso più togliere.

Ah - ah - ah - ah.
Il nonno diceva

che tutte le cose

lui le faceva ridendo.

E così io voglio fare.

Questo è il mio difetto,

voi già lo sapete,

con me ridete
Ridete e andiamo, forza.

Ah - ah - ah - ah.

Che bene vi farà.

Ah - ah - ah - ah.

che bene vi farà.